# Roger Boucher

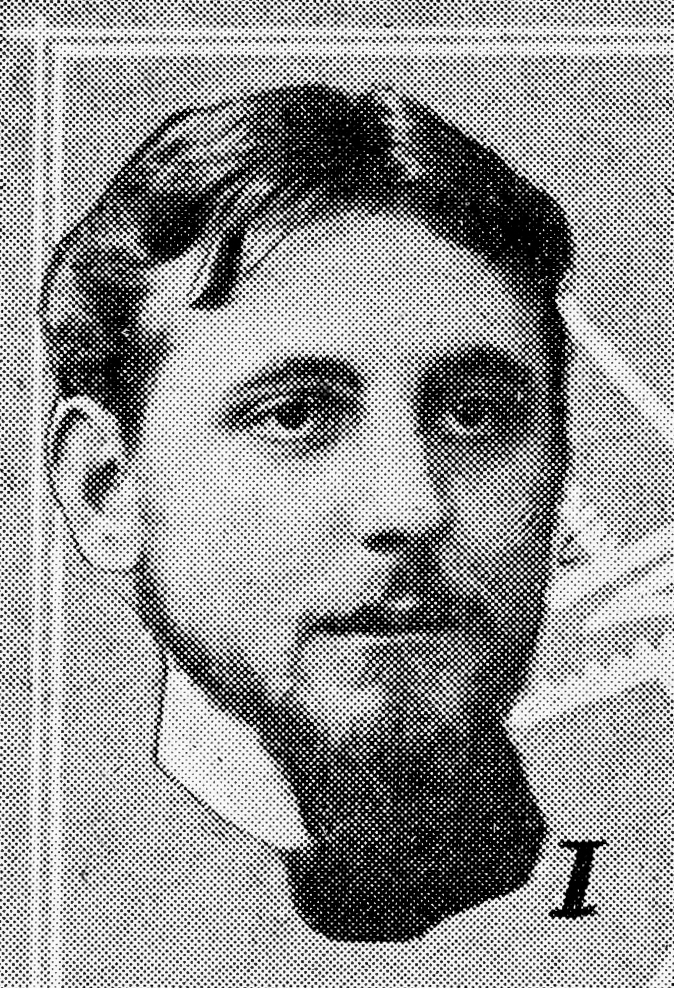
Roger Boucher (1910)

Roger Boucher (* 13. Januar 1885 in Le Neubourg, Département Eure; † 20. Oktober 1918 in Paris) war ein französischer Organist und Komponist.
Boucher studierte am Conservatoire de Paris, wo er erste Preise in den Fächern Klavierbegleitung (1907), Komposition (1909) und Orgel
(1910) erhielt, und war Orgelschüler von Alexandre Guilmant und Charles-Marie Widor.
Er wirkte als Organist an Saint-Eugène, Saint-Fernand-des Ternes, an der Basilika von Argenteuil und ab 1910 an Saint-Thomas-d’Aquin in Paris. Er nahm am Ersten Weltkrieg teil und starb 1918 im Militärhospital Val-de-Grâce in Paris an den Folgen von Kriegsverletzungen. Sein Cantabile für Orgel erschien 1911 in der Sammlung Les Maitres Contemporains de l’Orgue. Louis Vierne widmete ihm die Pastorale im zweiten Band der Vingt-Quatre Pièces en Style libre.